# Stazione badese di Basilea
La stazione badese di Basilea (in tedesco Basel Bad Bf) è una stazione ferroviaria sita nella città di Basilea ma è gestita dalla società ferroviaria tedesca Deutsche Bahn. La stazione è abbastanza singolare: infatti è situata in territorio svizzero, ma i piazzali e parte dell'atrio sono extraterritoriali ed appartengono alla Germania. Nel corridoio di transito per i passeggeri fra i binari e l'atrio della stazione si trova un posto di frontiera.
La stazione badese è una delle due grandi stazioni ferroviarie di Basilea; l'altra è quella di Basilea FFS gestita invece dalle ferrovie federali svizzere. È l'unica stazione ferroviaria tedesca che non si trova in Germania ed è servita dalla linea S6 della rete celere di Basilea.

## Storia
Le origini della stazione risalgono al tempo della costruzione della Rheintalbahn. Nel 1838, infatti, le ferrovie statali del Granducato di Baden iniziavano la costruzione della linea ferroviaria via Heidelberg, tra Mannheim, Karlsruhe e Friburgo in Brisgovia. Nel 1842 anche da parte svizzera veniva proposta la connessione della linea di Basilea con lo stato del Baden. A gennaio 1851 la Rheintalbahn aveva raggiunto il villaggio di Haltingen, vicino al confine svizzero e il 27 luglio 1852, un trattato tra il governo del Baden e la Confederazione svizzera definiva le norme per l'esercizio della stazione. Dato che sussistevano divergenze di veduta tra la Svizzera che preferiva una stazione di testa e le ferrovie del Baden che ne preferivano una passante, prevedendo l'estensione della ferrovia verso Waldshut, la costruzione venne rimandata attivando un fabbricato provvisorio in legno. La tratta Haltingen-Basilea veniva attivata il 19 febbraio 1855. L'ulteriore tratta verso Costanza veniva collegata alla stazione nel 1856. Finalmente il 10 aprile 1859 Svizzera e Baden raggiungevano l'accordo per costruire la stazione definitiva. All'inizio del XX secolo tra 1906 e 1913 la localizzazione della stazione è stata modificata in quella della sede attuale. I vecchi fabbricati sono stati demoliti nel 1923.

### Esplicative
1. ↑  Abbreviazione di Basel Badischer Bahnhof.

### Bibliografiche
1. ↑   Ausbau- und Neubaustrecke Karlsruhe-Basel, su karlsruhe-basel.de. URL consultato il 10 febbraio 2018.
2. ↑   Convenzione tra la Svizzera e il Granducato di Baden per la sorveglianza sanitaria, alla stazione badese di Basilea, del movimento dei viaggiatori che si recano dalla Svizzera nel Granducato di Baden, in casi d’epidemie minaccianti o già scoppiate (PDF), su bundespublikationen.admin.ch. URL consultato il 27 aprile 2021 (archiviato dall'url originale il 27 aprile 2021).

### Fonti
- Anon., Der neue Badische Bahnhof in Basel : Architekten Curjel & Moser, Karlsruhe Archiviato il 18 marzo 2018 in Internet Archive., in Schweizerische Bauzeitung, vol. 64 (1914), n. 19, pp. 209.
- Anon., Der neue Badische Bahnhof in Basel : Architekten Curjel & Moser Archiviato il 18 marzo 2018 in Internet Archive., in Schweizerische Bauzeitung, vol. 64 (1914), n. 20, pp. 215-218.
- Klaus Valk,Der Badische Bahnhof in Basel: zum 70jährigen Bestehen am heutigen Standort und aus Anlass der Fertigstellung der umfassenden Erneuerungsarbeiten,Deutsche Bundesbahn, Betriebsamt Basel, 1983.
- Albert Kuntzemüller,Hundert Jahre Badischer Bahnhof Basel. in Schweizerisches Archiv für Verkehrswissenschaft, Orell Füssli, Zürich, 1955.
- Adolf Schmid, 150 Jahre Basel Badischer Bahnhof in Landesverein Badische Heimat, Freiburg, 2002.

### Testi di approfondimento
- La nuova stazione delle ferrovie Badesi a Basilea, in Rivista tecnica delle ferrovie italiane, dicembre 1914.